# Parodia oxycostata
Parodia oxycostata là một loài thực vật có hoa trong họ Cactaceae. Loài này được (Buining & Brederoo) Hofacker mô tả khoa học đầu tiên năm 1998.

## Hình ảnh

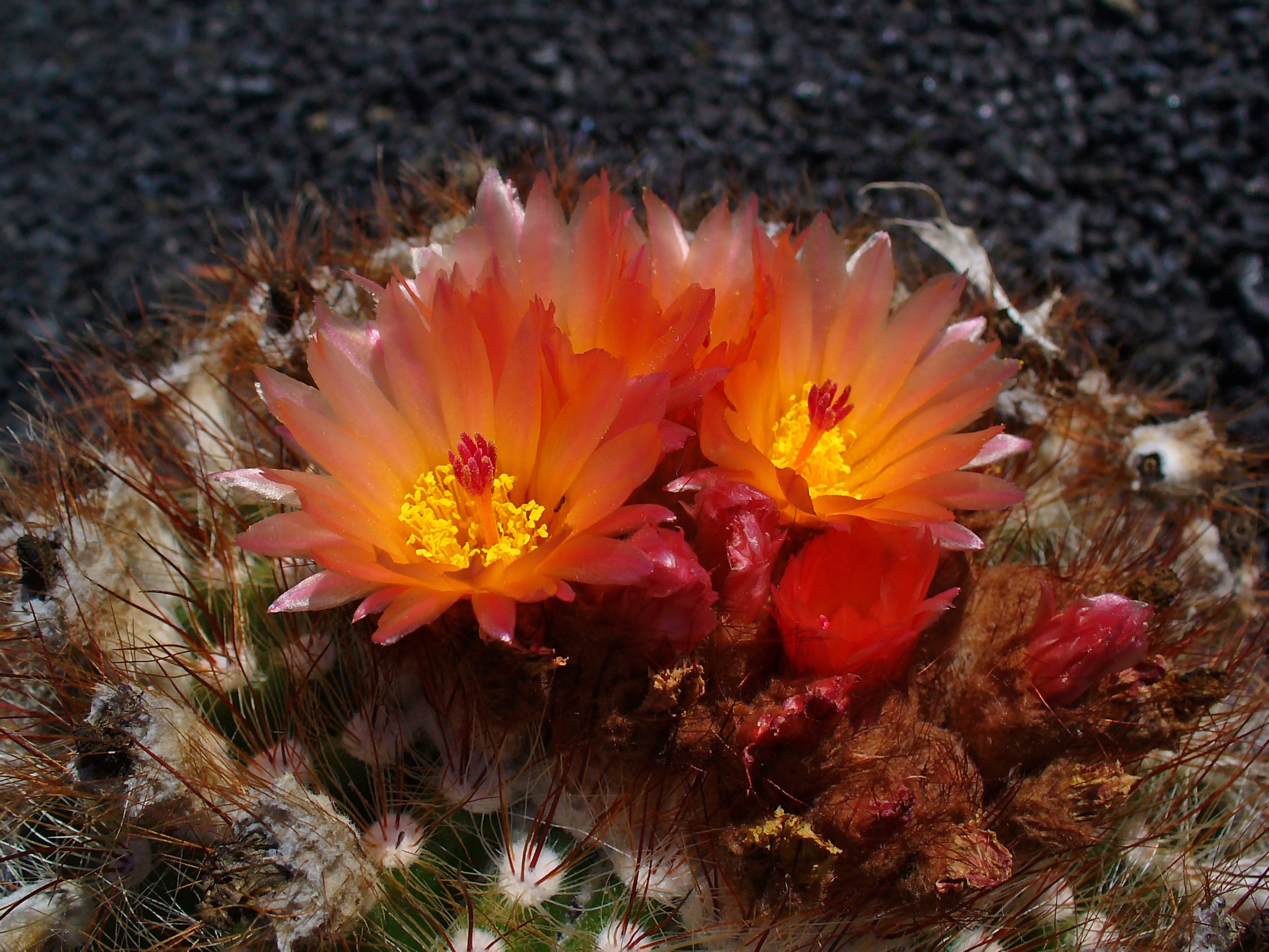